# Dianthus benearnensis
Dianthus benearnensis är en nejlikväxtart som beskrevs av Henri Loret. Dianthus benearnensis ingår i släktet nejlikor, och familjen nejlikväxter. Inga underarter finns listade i Catalogue of Life.